# Wilhelm August Berberich
Wilhelm August Berberich (* 1. Januar 1861 in Uissigheim; † 9. Oktober 1929 in Karlsruhe) war ein deutscher Pädagoge und Dichter. Am 16. Mai 1926 wurde ihm als Erstem die Ehrenbürgerwürde von Uissigheim zuteil.

## Kindheit und Jugend
W. A. Berberich wuchs in Uissigheim auf, wohnte später zwei Jahre im Bauernhaus der Eltern in Dörlesberg und kehrte noch während seiner Kindheit wieder in seinen Geburtsort zurück, wo er bei seinem Onkel, dem Gastwirt des Gasthauses zum Strauß, wohnte. Er charakterisierte sich selbst als „immer heiter und doch einen Abgrund von ungestillter Sehnsucht in der Seele tragend“ und verließ im Spätjahr 1875 das Haus seines Onkels, um ein Jahr lang das Vorseminar in Tauberbischofsheim zu besuchen, wo er „das poesiereiche Glück hatte, in einer lauten Mühle zu wohnen und über einem rauschenden Bache zu schlafen“.

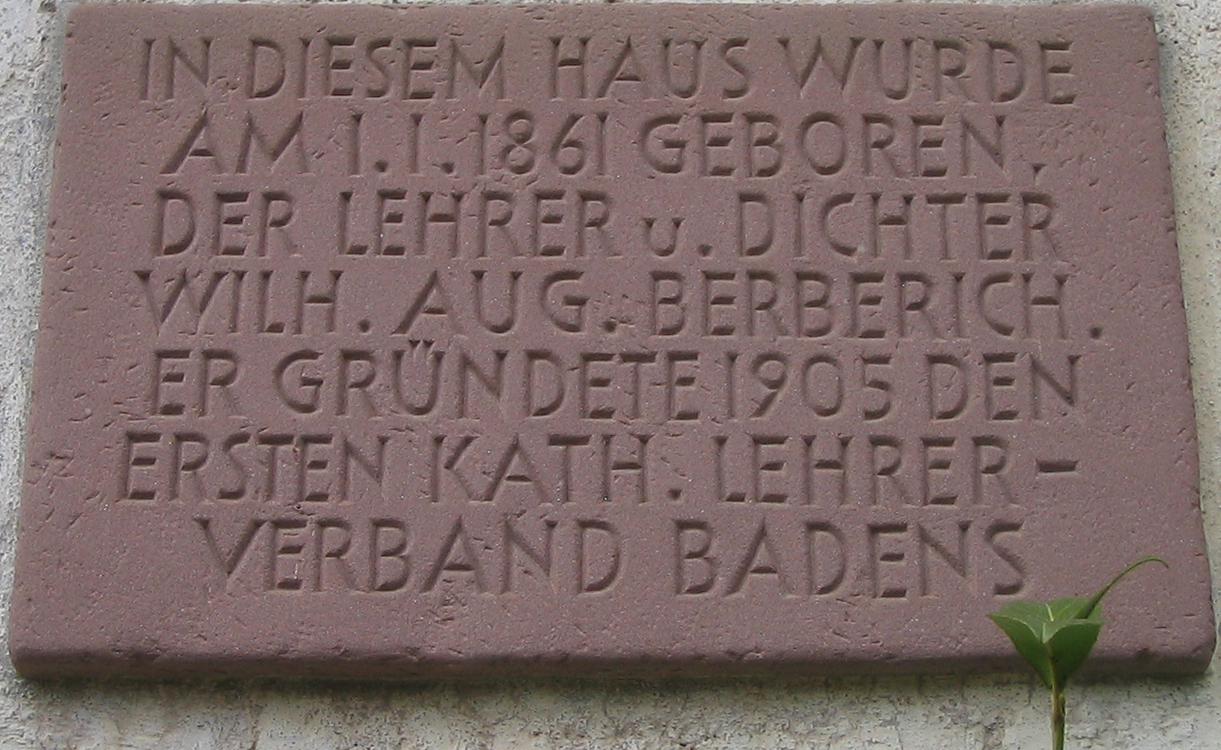
Plakette am Geburtshaus von Wilhelm August Berberich in Uissigheim

## Lehr- und Vereinstätigkeit
Im Lehrerseminar in Karlsruhe, wo er seine Ausbildung fortsetzte, war er den damaligen liberalen Einflüssen stark ausgesetzt und strebte nach dem Menschenbild humanistischer Prägung. Seine Vorbilder waren Kant, Spinoza, Fichte und Rousseau. Er gelangte jedoch mit den Jahren zu der Überzeugung, dass eine natürliche Ordnung und Harmonie ohne Gott nur Eitelkeit sei, und näherte sich so sehr stark dem katholischen Glauben an. Seine Arbeit als Lehrer und Erzieher basierte auf seiner religiösen Überzeugung, und obwohl er unter Kollegen geachtet und beliebt war, war ihm doch eine größere Karriere als Lehrer verbaut, da er seine Ansichten nur ungern unterordnete. An Ostern 1879 erhielt er seine erste Anstellung als Lehrer in Gernsbach, wo er auch Fremdsprachstudien betrieb. 1882 wurde er Lehrer an der Volksschule in Karlsruhe. Anlässlich des Katholikentages in Straßburg 1905 gründete er zusammen mit wenigen anderen im nahen Kehl den Katholischen Lehrerverein in Baden (heute Verband Bildung und Erziehung (VBE)), dessen erster Vorsitzender er wurde und bis 1913 oder 1914 blieb (Die Quelle – Anton Sack: Uissigheim, siehe Literatur – ist an dieser Stelle widersprüchlich). 1906 bis 1908 redigierte er die von ihm gegründete „Badische Lehrerzeitung“. 1924 trat er in den Ruhestand.

## Schriftstellerische Tätigkeit
W. A. Berberich betrachtete die schriftstellerische Tätigkeit als Teil seines Berufs und seiner Berufung; so entstand beispielsweise die dreiteilige „Deutsche Rechtschreibschule“. Von größerer Bedeutung sind die Werke zu natürlichen und übernatürlichen Erziehungsgrundsätzen, in denen er die Bedeutung der Mütter für das Gelingen der Erziehung herausstellt.
W. A. Berberich war außerdem ein Dichter der Romantik. Seine beiden größeren Epen „Tannenburg, ein Sang vom Spessart“ und „Der Ritter von Hohenrode, eine Dichtung aus dem Schwarzwald“ belegen, dass er zu Recht ein „Dichter der Stille“ genannt wurde. In seinen Werken vergleicht er das Dasein des Menschen oft mit den Vorgängen in der Natur:
Nur eitel ist alles unter der Sonnen,
und alles des Todes und flüchtiger Staub
und kaum hat das Leben des Menschen begonnen,
so sinkt er zur Erde wie fallendes Laub.
(aus „Tannenburg, ein Sang vom Spessart“)

### „Tannenburg, ein Sang vom Spessart“
In diesem Epos beschreibt W. A. Berberich, wie der Raubritter Gebhard versucht, sich die Tannenburg anzueignen, die im Besitz seiner Nichte Elsbeth ist. Nach dem Scheitern eines ersten Versuchs hält er sich nach einer Jagdpartie als Gast auf der Burg auf und überwältigt mithilfe versteckter Knechte die Burgherrschaft. Albrecht, der Mann Elsbeths, wird in einen Turm am Rhein gebracht und dort gefangengehalten, Elsbeth selbst findet Zuflucht in einem Kloster an der Regnitz. Ihr Kind Irmogind wird im Wald von einem Jäger gefunden und aufgenommen. Kurz bevor Rudolf von Habsburg zur Bestrafung Gebhards ausrücken will, kommt dieser durch einen Racheakt ums Leben.

### „Der Ritter von Hohenrode, eine Dichtung aus dem Schwarzwald“
In diesem Werk beschreibt W. A. Berberich die Liebesgeschichte um Burkhard, den Ritter von Hohenrode, und seine Liebe Brigitta, die er zur Frau nimmt, nachdem er seine erste – stolze und herzlose – Frau, die ihm vom Vater auserwählt worden war, von Hohenrode verbannt hatte. Jene erste Frau hatte ihre Nebenbuhlerin in den Rhein gestoßen und hätte sich hernach selbst in den Mummelsee gestürzt, wenn nicht Burkhard zu jener Zeit gerade vom Kreuzzug gekommen wäre.

## Schriften
- Mutterseelenallein. Wegweiser für christliche Mütter. Ein Lehr- und Andachtsbuch für Frauen, besonders für Mitglieder der christlichen Müttervereine. Herder, Freiburg im Breisgau 1906.
- Licht und Brot. Für alle, welche nach der christlichen Vollkommenheit streben wollen. Junfermann, Paderborn 1912.
- Die junge Mutter in der christlichen Erziehung ihrer Kinder und im Gebete. Junfermann, Paderborn 1913.
- Unter der Sonne. Die Erhebung zur heiligen Beschauung in der Schule des göttlichen Meisters. Junfermann, Paderborn 1925.
- Im Hochwald. Junfermann, Paderborn 1926.
- Die heilige Beschauung. In 5 Büchern. Junfermann, Paderborn 1930.